# Văn hóa Nghệ thuật (tạp chí)
Văn hóa Nghệ thuật là tạp chí xuất bản 3 kỳ/tháng trực thuộc Bộ Văn hóa, Thể thao và Du lịch Việt Nam. Tạp chí được thành lập vào năm 1973 với tên gọi ban đầu là Nghiên cứu Nghệ thuật, trực thuộc Viện Nghệ thuật (Bộ Văn hóa). Các bài viết của tạp chí đi sâu vào lĩnh vực văn hóa – nghệ thuật ở Việt Nam và trên thế giới, với tác giả là những chuyên gia đến từ nhiều lĩnh vực văn hóa nghệ thuật khác nhau trong nước. Tạp chí cũng từng được xuất bản dưới tên là Nghiên cứu Văn hóa Nghệ thuật.
Tạp chí điện tử Văn hóa Nghệ thuật đã ra mắt và đi vào hoạt động từ ngày 28 tháng 8 năm 2021.

## Lãnh đạo qua các thời kỳ
- Hà Xuân Trường, chủ nhiệm tạp chí khi mới thành lập
- Trần Đình Thọ, Tổng Biên tập đầu tiên
- Lê Như Dực – Kính Dân, Tổng Biên tập (1979-1981)
- Nguyễn Đức Đàn, Tổng Biên tập (1981-1985)
- Hồ Sĩ Vịnh, Tổng Biên tập (1986-1996)
- Nguyễn Chí Bền, Tổng Biên tập (1997-2002)
- Phạm Vũ Dũng, Tổng Biên tập
- Vũ Ngọc Thanh, Tổng Biên tập
- Hoàng Hà, Tổng Biên tập đương nhiệm

## Giải thưởng
Tạp chí đã có được sự công nhận từ giới chuyên môn và xã hội, với các giải thưởng của Hội Điện ảnh Việt Nam, Hội Nhạc sĩ Việt Nam, Hội Nhà báo Việt Nam v.v..
- Huân chương Lao động hạng Ba (1993)
- Huân chương Lao động hạng Nhì (1998)
- Huân chương Lao động hạng Nhất (2003)
- Huân chương Độc lập hạng Ba (2008) [3]
- Bằng khen của Thủ tướng Chính phủ (2018, 2023)